# フランク・レン

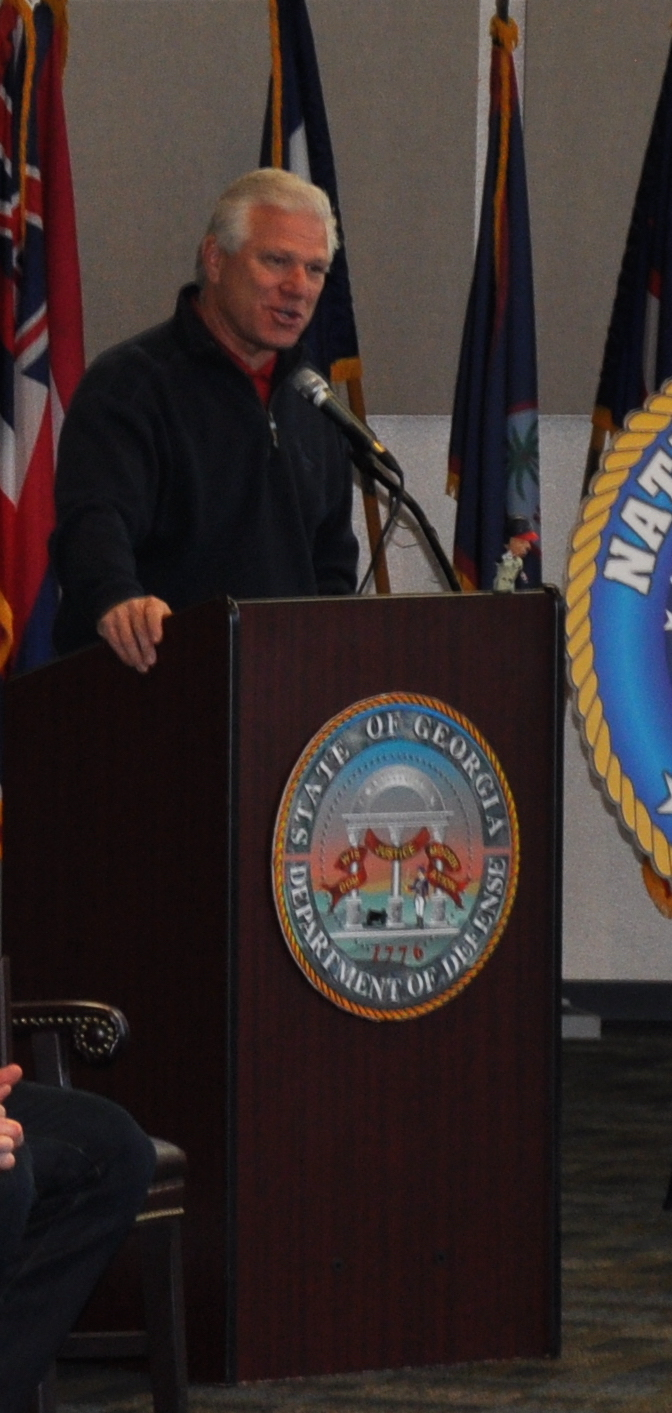
ブレーブスGM時代(2013年1月)

フランクリン・E・レン（Franklin E. Wren, 1958年3月17日 - ）は、アメリカ合衆国・フロリダ州セントピーターズバーグ出身のMLB・アトランタ・ブレーブスの元ゼネラルマネージャー （GM）（2007年11月 - 2014年9月）。

## 経歴

### 選手、エクスポズ、マーリンズGM補佐時代
1977年にモントリオール・エクスポズ（現：ワシントン・ナショナルズ）に外野手として入団。俊足の外野手として期待されたが、打撃が不振でAA級止まりで1987年に現役を引退した。
引退後、エクスポズにスカウトとしてフロント入り。1988年に31歳の若さで就任し、後にフロリダ・マーリンズ、デトロイト・タイガースでGMを務めるデーブ・ドンブロウスキーの元でGM補佐に就任。育成部長、スカウト部長を経験していないレンにとっては意外な大抜擢だった。その後、1993年に新規参入したチームマーリンズの初代GMにドンブロウスキー、GM補佐にレンと当時球団フロント陣としては異例の若手2人体制で注目される。拡張ドラフトでは常に他球団の主力を多く集め、西武ライオンズで主砲だったオレステス・デストラーデを獲得。常に主力を狙う視線はニューヨーク・ヤンキース並みと評されるなど新球団なのに金は大丈夫かと心配される声もあったが、新設年度はナショナルリーグ東部地区で7チーム中6位だった。
1994年は予算を縮小を余儀なくされ主力を補強できず地区が再編されて5チームになったリーグはストライキもあって最下位に終わった。
翌年からは順位を上げていき、オーナーのウェイン・ハイゼンガー（レンタルビデオチェーン経営）が「金のことは考えるな」の大号令のもと、徹底的な補強路線にシフト。弱小球団はもちろん、強豪チームからもトレード、FAで主力を補強し補強市場を荒らす好補強につながり、1997年のワールドシリーズを制覇した。

### オリオールズGM時代
1998年にボルチモア・オリオールズのGMだったパット・ギリックの辞任を受けGMに就任した。1990年のナショナルリーグサイ・ヤング賞投手だったダグ・ドレイベックを始め、オジー・ギーエン、1993年のワールドシリーズでサヨナラ本塁打を放ってトロント・ブルージェイズのワールドシリーズ連覇の立役者ジョー・カーターを補強。結局大物補強をしたにもかかわらず地区4位に終わり、シーズン終了後に解任された。解任理由はオーナーの ピーター・アンジェロスの現場介入で補強を巡って口論となり、シーズン終了後「ギリックが作ったチームをお前がすべてぶっ壊した」とまで言われた挙句大ゲンカになるという散々なシーズンだった。

### ブレーブスのフロント入りからGMまで
1999年にアトランタ・ブレーブスのフロント入り。前年の大失態で自信を失ったレンを温かく迎え入れたジョン・シャーホルツGMの元、補強方法やファーム方式、育成方法を一から学び直した。2002年のドラフトでは当たり年と言われる指名で大成功を収め、GM特別補佐に就任。2006年の王朝崩壊でチームは再編を余儀なくされ、2007年にシャーホルツの球団社長就任に伴いGMに就任。9年振りのGM復帰を果たした。
2007年オフには主砲としてチームを支えたアンドリュー・ジョーンズを失い、トレードで刷新を図るも、2008年は72勝90敗で4位に終わった。
しかし、2009年に「先発の補強が最優先」を合言葉に積極的に補強。かつての王朝の威厳を復活させた。
2013年はジャスティン・アプトンをトレードで迎え入れ、地区優勝を果たす。2009年～2013年にかけての5年間の勝率はNL1位であった。
2014年9月22日に解任された。

### レッドソックスのフロント入り
2015年9月25日にボストン・レッドソックスの球団方針副社長に就任した。

## GMとしての特徴
09年のハビアー・バスケス、11年のマイケル・ボーン、13年のジャスティン・アップトンと、効果的な大型トレードを複数成立させる。
若手をFA前の安い段階で囲い込むことを得手とし、2014年にフレディ・フリーマン、アンドレルトン・シモンズ、クレイグ・キンブレル、フリオ・テヘランの4人と一挙長期契約を締結。
在任中のブルペン防御率はMLB1位。ウェイバークレーム等を効果的に活用することにより、安価で強力なブルペンを長年にわたり維持することに成功した。
ツールに優れた選手を発掘することに長け、クレイグ・キンブレル、最高の遊撃手として名高いアンドレルトン・シモンズ等をドラフトで指名。
IFAにおいても、オジー・アルビーズやロナルド・アクーニャといったブレーブス新時代の核と期待されるインパクトプレーヤーを獲得。